# Frag
Frag – anglojęzyczny termin oznaczający eliminację przeciwnika w grach komputerowych (zwykle z gatunku first-person shooter), premiowaną punktem dodawanym do wyniku rozgrywki. Terminologia „frag” po raz pierwszy pojawiła się w grze Doom z 1993 roku. Fragi są najczęściej stosowane w trybach gry wieloosobowej, na przykład deathmatch, w których celem jest uzyskanie jak największej liczby punktów za eliminację przeciwników.